# Debora
Dvora (hebrejsky דְּבוֹרָה, Dvora), v českém přepisu Debora (ekumenický překlad Debóra) je ženské biblické a rodné jméno hebrejského původu, které znamená „včela“.
Debora byla prorokyně a soudkyně, jejíž činnost popisuje kniha Soudců. Je autorkou Debořiny písně.

## Nositelky
- Debora (prorokyně)
- Deborah Pchálková (Debbi) - česko-německá zpěvačka
- Deborah Lipstadt – americká historička
- Dvora Necer – izraelská politička
- Dvora Omer – izraelská spisovatelka

## Místní jména
- Dvora – izraelský mošav
- Šadmot Dvora – izraelský mošav

## Další užití
- Debora – opera J. B. Foerstera (libreto Jaroslav Kvapil)